# Mistrovství Evropy ve fotbale hráčů do 21 let 1984
Mistrovství Evropy ve fotbale hráčů do 21 let 1984 bylo čtvrtým ročníkem tohoto turnaje. Vítězem se stala anglická fotbalová reprezentace do 21 let, která tak obhájila titul z minulého ročníku.

## Kvalifikace
Hlavní článek: Kvalifikace na Mistrovství Evropy ve fotbale hráčů do 21 let 1984
Celkem 30 týmů bylo rozlosováno do osmi skupin po třech, resp. čtyřech týmech. Ve skupinách se utkal každý s každým doma a venku. Vítězové skupin následně postoupili do vyřazovací fáze hrané systémem doma a venku.

## Vyřazovací fáze

### Čtvrtfinále
| Domácí v 1. zápase | Celkem | Hosté v 1. zápase | 1. zápas | 2. zápas |
| ------------------ | ------ | ----------------- | -------- | -------- |
| Anglie             | 7:1    | Francie           | 6:1      | 1:0      |
| Skotsko            | 3:4    | Jugoslávie        | 2:1      | 1:3      |
| Albánie            | 0:2    | Itálie            | 0:1      | 0:1      |
| Polsko             | 3:6    | Španělsko         | 2:2      | 1:4      |

### Semifinále
| Domácí v 1. zápase | Celkem | Hosté v 1. zápase | 1. zápas | 2. zápas |
| ------------------ | ------ | ----------------- | -------- | -------- |
| Anglie             | 3:2    | Itálie            | 3:1      | 0:1      |
| Jugoslávie         | 0:3    | Španělsko         | 0:1      | 0:2      |

### Finále
| Domácí v 1. zápase | Celkem | Hosté v 1. zápase | 1. zápas | 2. zápas |
| ------------------ | ------ | ----------------- | -------- | -------- |
| Španělsko          | 0:3    | Anglie            | 0:1      | 0:2      |